# جبل رويعا (فرع العدين)

تعديل مصدري - تعديل

جبل رويعا محلة تابعة لقرية مصينعة، التابعة لعزلة بني احمد والثلث بمديرية فرع العدين إحدى مديريات محافظة إب في الجمهورية اليمنية، بلغ تعداد سكانها 284 حسب تعداد اليمن لعام 2004.